# Савинское сельское поселение (Хабаровский край)
Савинское се́льское поселе́ние — сельское поселение в Ульчском районе Хабаровского края. Административный центр - село Савинское, также включает в себя село Монгол.

## Население
| 2010 | 2011 | 2012 | 2013 | 2014 | 2015 | 2016 |
| ---- | ---- | ---- | ---- | ---- | ---- | ---- |
| 429  | ↘426 | ↗427 | ↘423 | ↘414 | ↘390 | ↘377 |
| 2017 | 2018 | 2020 | 2021 |      |      |      |
| ↘376 | ↘363 | ↘361 | ↗366 |      |      |      |